# Souss-Ebene

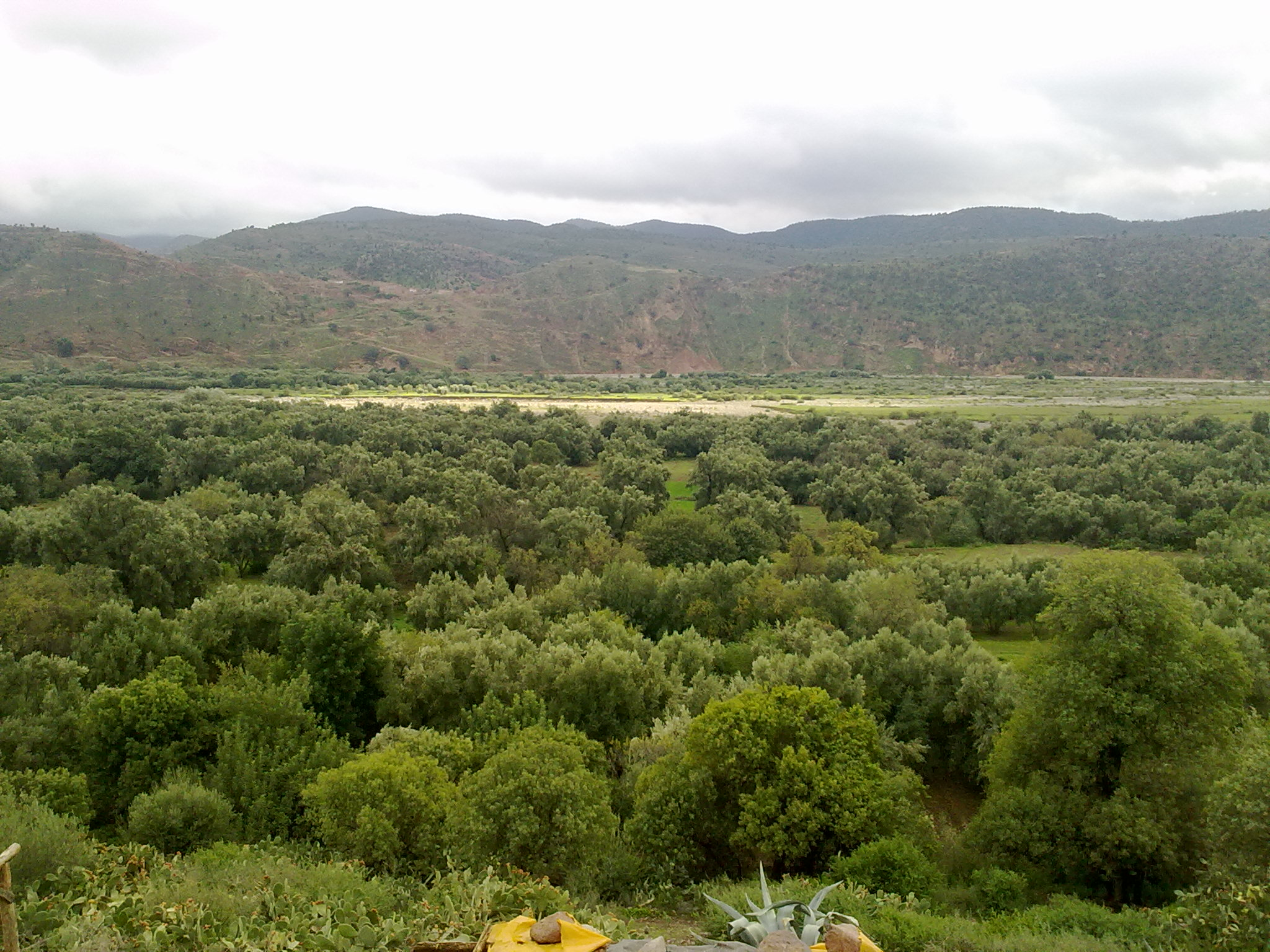
Souss-Ebene bei Taroudannt

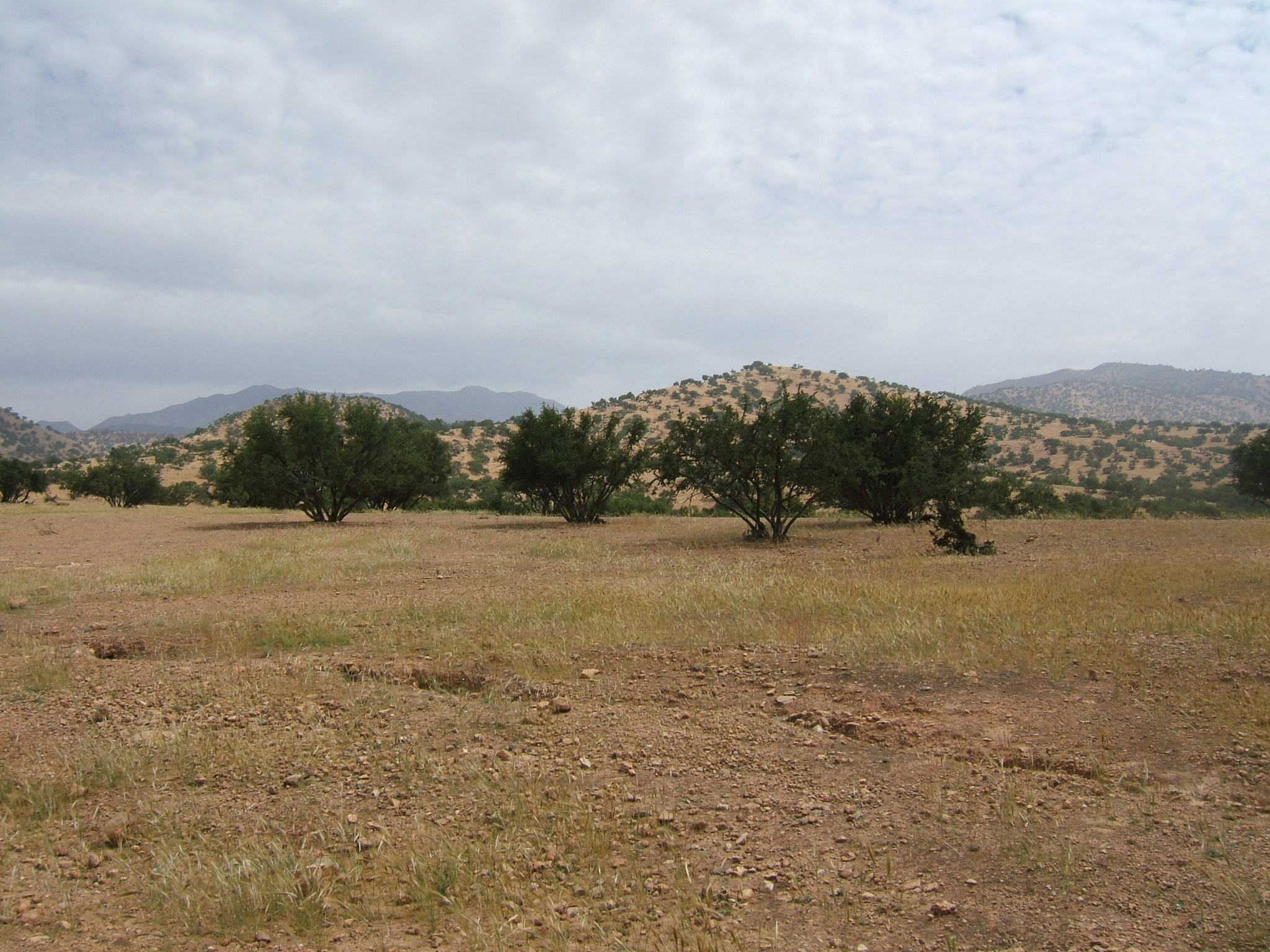
Bergregion im Antiatlas mit Arganbäumen

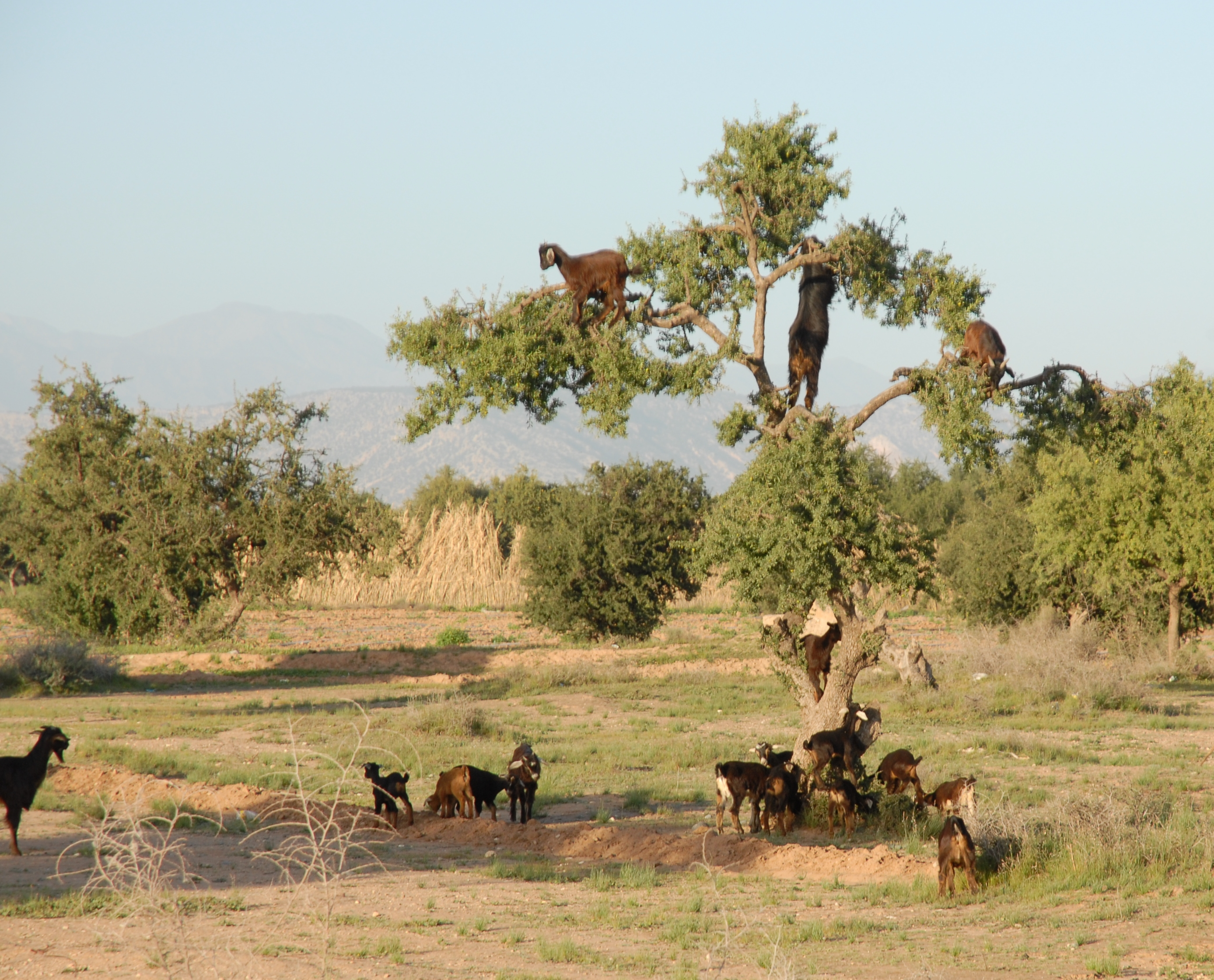
Ziegen in Arganbäumen

Die größtenteils vom Oued Souss durchflossene Souss-Ebene (Zentralatlas-Tamazight ⵙⵓⵙ Sus, arabisch بلاد السوس, DMG Bilād as-Sūs) erstreckt sich im Westen der Region Souss-Massa-Draâ im Südwesten Marokkos; die wichtigsten Städte sind Agadir, Inezgane, Aït Melloul, Oulad Teima und Taroudannt.

## Geografie

### Lage
Eine genaue geographische Abgrenzung der im Osten trichterförmig zulaufenden Souss-Ebene ist schwierig – im Allgemeinen werden die Tallagen zwischen Taroudannt und Agadir als Kernzone angesehen; außerdem zählt ein Küstenstreifen südlich von Agadir dazu. Nördlich und südlich begrenzen die westlichen Ausläufer des Hohen Atlas bzw. des Antiatlas die Ebene und auch in Richtung Osten wird das Gebiet immer hügeliger und gebirgiger.

### Klima
Im Sommer liegen die Tagestemperaturen häufig bei etwa 40 °C, manchmal auch darüber; nachts können die Temperaturen – in Abhängigkeit von der Bewölkung – auf unter 10 °C absinken. In den Wintermonaten (November bis Februar) fällt etwas Regen, doch bezieht das Gebiet sein Wasser hauptsächlich vom Oued Souss (Zentralatlas-Tamazight ⴰⵙⵉⴼ ⵏ ⵙⵓⵙ Asif n Sus) und seinen die meiste Zeit des Jahres ausgetrockneten Nebenflüssen.

## Bevölkerung
Die Bevölkerung der Souss-Ebene besteht hauptsächlich aus Berbern verschiedener Stämme, die zumeist seit den 1970er Jahren aus den umliegenden Bergregionen zugewandert sind. Neben den verschiedenen Berberdialekten wird jedoch mehr und mehr Marokkanisches Arabisch gesprochen. Im Jahr 2015 lebten in der Souss-Ebene etwa 1,8 bis 2 Millionen Menschen.

## Wirtschaft
Infolge ihres relativen Wasserreichtums sind die Tallagen der Souss-Ebene für marokkanische Verhältnisse vergleichsweise fruchtbar: in früheren Jahrhunderten wurde hauptsächlich Zuckerrohr angebaut und nach Europa exportiert; mittlerweile werden auf den Anbauflächen hauptsächlich Bananen, Tomaten, Kürbisse etc. produziert, die überwiegend im Land selbst vermarktet werden. In den höher gelegenen Regionen wachsen natürlicherweise Arganbäume; auf den Böden wird zusätzlich in geringem Umfang Getreide (meist Gerste) angebaut.

## Geschichte
Die Souss-Ebene war im ausgehenden Mittelalter und in der Neuzeit größter Lieferant von Rohrzucker für Europa; so ist es nicht verwunderlich, dass die Portugiesen bei ihren Segelfahrten entlang der Westküste Nordafrikas hier erste Handelsstationen gründeten, zu denen auch Agadir (gegr. 1505) gehörte. Im 16. Jahrhundert löste sich der Souss unter dem religiös orientierten Sheikh Sidi Ahmed Ou Moussa Semlali mehr und mehr von der marokkanischen Zentralgewalt; ein unabhängiges Königreich mit Namen Tazerwalt bildete sich unter seinem Enkel oder Urenkel Sidi Ali Bou Dmia im 17. Jahrhundert. Der erste Sultan der Alawidendynastie, Mulai ar-Raschid, eroberte das Gebiet in den frühen 1670er Jahren zurück. In der Folgezeit erstarkte es jedoch erneut und wurde erst in den 1880er Jahren endgültig in den marokkanischen Staat eingegliedert. Während der Protektoratszeit ließen sich viele französische Siedler (colons) in der Souss-Ebene nieder; ihre Nachfahren mussten jedoch nach der Unabhängigkeit Marokkos (1956) das Land wieder verlassen.

## Sehenswürdigkeiten
Außerhalb der Städte Agadir und Taroudannt ist die Souss-Ebene nur von geringer touristischer Bedeutung. Die Küstenregion südlich von Agadir wurde im Jahr 1991 als Nationalpark Souss Massa ausgewiesen. Interessant sind auch die Dörfer in den angrenzenden Bergregionen des Hohen Atlas (z. B. Imouzzer des Ida-Outanane) und des Antiatlas (z. B. Imchiguegueln und Tafraoute).